# Helmut Schamberger
Helmut Schamberger (* 22. Januar 1938 in Geiersberg, Oberösterreich) ist ein österreichischer Politiker (SPÖ).

## Leben
Nach Besuch der Volksschule und des Gymnasiums in Ried im Innkreis, an dem er 1956 maturierte, absolvierte Helmut Schamberger die Lehrerbildungsanstalt in Linz. Nach der 1960 abgelegten Lehramtsprüfung arbeitete er bis 1973 als Lehrer an einer Berufsschule. Zwischen 1973 und 1975 arbeitete er als Lehrer an der Handelsakademie in Ried.
Seine politische Karriere begann 1967, als er in den Gemeinderat von Ried im Innkreis einzog. Im selben Jahr wurde Schamberger Finanzstadtrat. Er blieb es bis 1973, als er zum Vizebürgermeister gewählt wurde.
Von Oktober 1975 bis Oktober 1979 saß er als Mitglied im Bundesrat in Wien.  Danach folgte der Wechsel als sozialdemokratischer Abgeordneter in den Oberösterreichischen Landtag, in dem Schamberger von 1979 bis 1997 ein Mandat innehatte.
Von 1973 bis 1996 saß er zudem als Vizepräsident im Aufsichtsrat der Rieder Messe.
Innerhalb seiner Partei war Schamberger von 1970 bis 1994 Stadtparteivorsitzender der SPÖ Ried im Innkreis sowie von 1973 bis 1996 Bezirksparteivorsitzender der SPÖ für den gesamten Bezirk Ried im Innkreis.